# ريكي عنان
ريكي عنان (بالإنجليزية: Ricky Anane)‏ هو لاعب كرة قدم بريطاني في مركز ظهير ‏، ولد في 18 فبراير 1989 في مانشستر في المملكة المتحدة. لعب مع نادي بوري ونادي وكينغ ونادي ووركينغتون.

## وصلات خارجية
- ريكي عنان على موقع قاعدة بيانات كرة القدم.إي يو (الإنجليزية)
- ريكي عنان على موقع Soccerbase.com (لاعب) (الإنجليزية)